# Fanny Garde
Fanny Susanne Garde (* 20. Februar 1855 in Nørre Løgum; † 29. April 1928 in Kopenhagen) war eine dänische Keramikerin und Porzellanmalerin.

## Herkunft und Ausbildung
Fanny Garde stammte aus Sønderjylland und war die Tochter des Gemeinde-Pfarrers Peter Christian Garde (1816–1894) und seiner Frau Augusta Charlotte Margrethe Lawaetz (1826–1906). Ihr Bruder war der Maschinenbauingenieur Georg Garde (1856–1945).

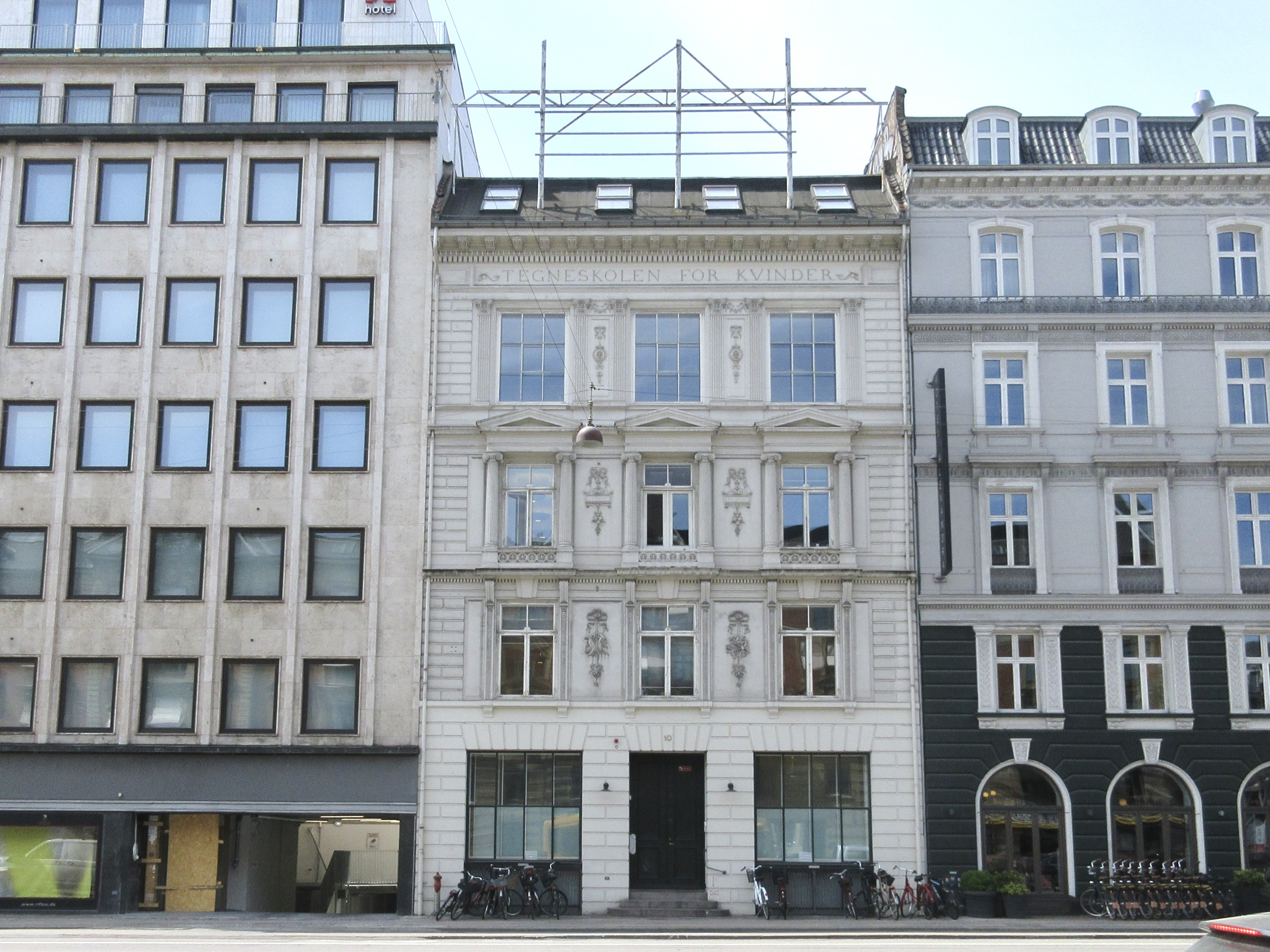
Zeichenschule für Frauen, H.C. Andersens Boulevard 10, Kopenhagen (Entwurf: Vilhelm Klein)

Sie kam 1876 nach Kopenhagen, um an der Tegneskolen for Kvinder (deutsch Zeichenschule für Frauen) zu studieren, die gerade von Dansk Kvindesamfund (deutsch Dänische Frauengesellschaft) mit Charlotte Klein als Leiterin gegründet worden war. Von 1877 bis 1884 war Fanny Garde Schülerin und später Zeichenlehrerin an der Schule, wo sie 1880 die etwas jüngere Effie Hegermann-Lindencrone (1860–1945) kennenlernte, mit der sie eine sehr enge Zusammenarbeit, später auch Lebensgemeinschaft hatte. Zusammen machten sie mehrere große Reisen, darunter nach Italien, Frankreich, England und Deutschland.

## Leben
Gemeinsam begannen sie 1885 mit der Keramikarbeit bei G. Eifrig in „Københavns Lervarefabrik“ (deutsch Kopenhagener Töpferei) in Valby, wo Thorvald Bindesbøll (1800–1856) und die Brüder Joakim Skovgaard und Niels Skovgaard arbeiteten. 1886 kamen sie zur Porzellanfabrik Bing & Grøndahl, um die Unterglasurdekorationen auf Pietro Krohns „Reiherservice“ (dänisch Hejrestellet) auszuführen, dem ersten Experiment der Fabrik mit Unterglasurfarbe. Das „Reiherservice“ war ein Welterfolg und wurde 1888 auf der „Nordischen Industrie-, Landwirtschafts- und Kunstausstellung“ in Kopenhagen (dänisch Den Nordiske Industri-, Landbrugs- og Kunstudstilling) und auf den Weltausstellungen in Paris 1889 und 1900 zum ersten großen Verkaufserfolg von Bing & Grøndahl in der Unterglasurmalerei.
Fanny Garde schuf auch eine Reihe Unikaten, Arbeiten aus durchbrochenem Porzellan mit stilisierten dänischen Blumenmotiven, z. B. 1897 „Vase mit Christrosen“ (dänisch Vase med Juleroser) und 1907 „Vase mit Brombeeren“ (dänisch Vase med Brombær).

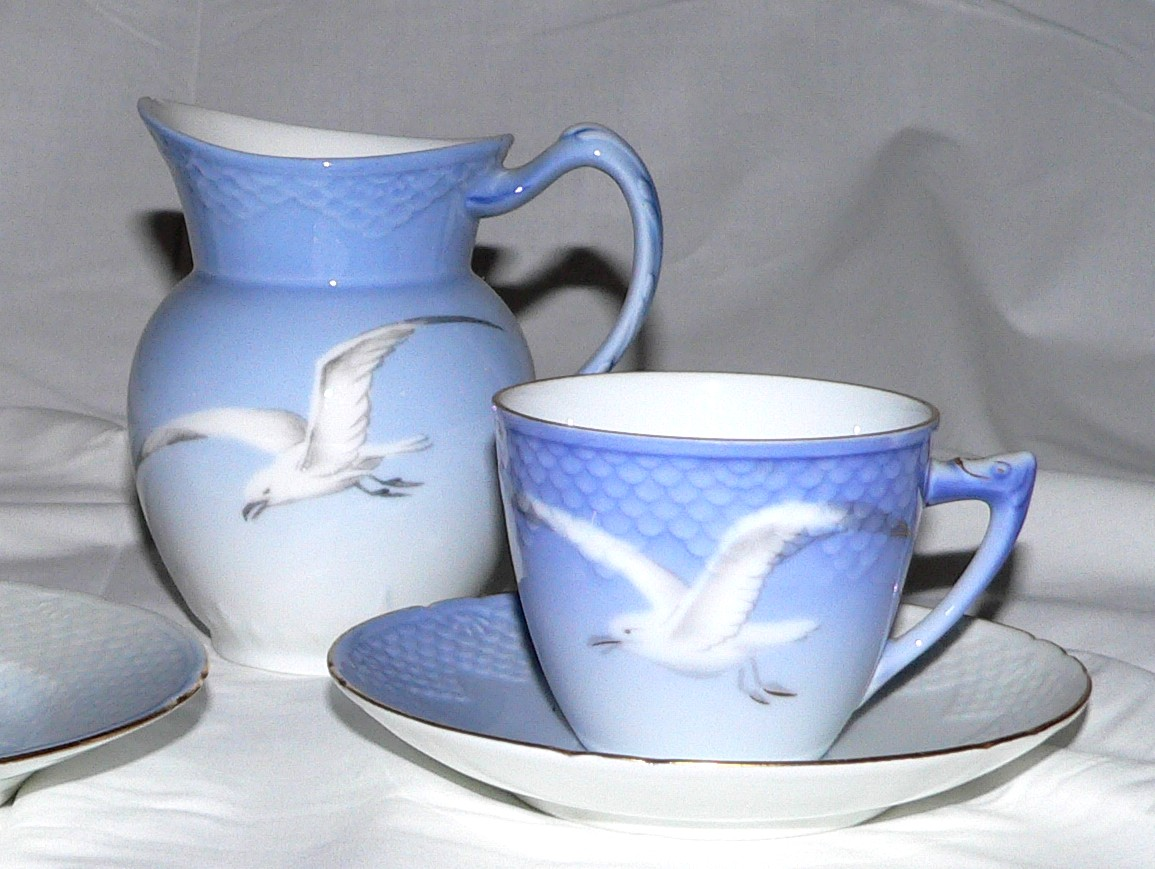
Das „Mövenservice“, Kaffeetasse und Sahnekännchen, 1892

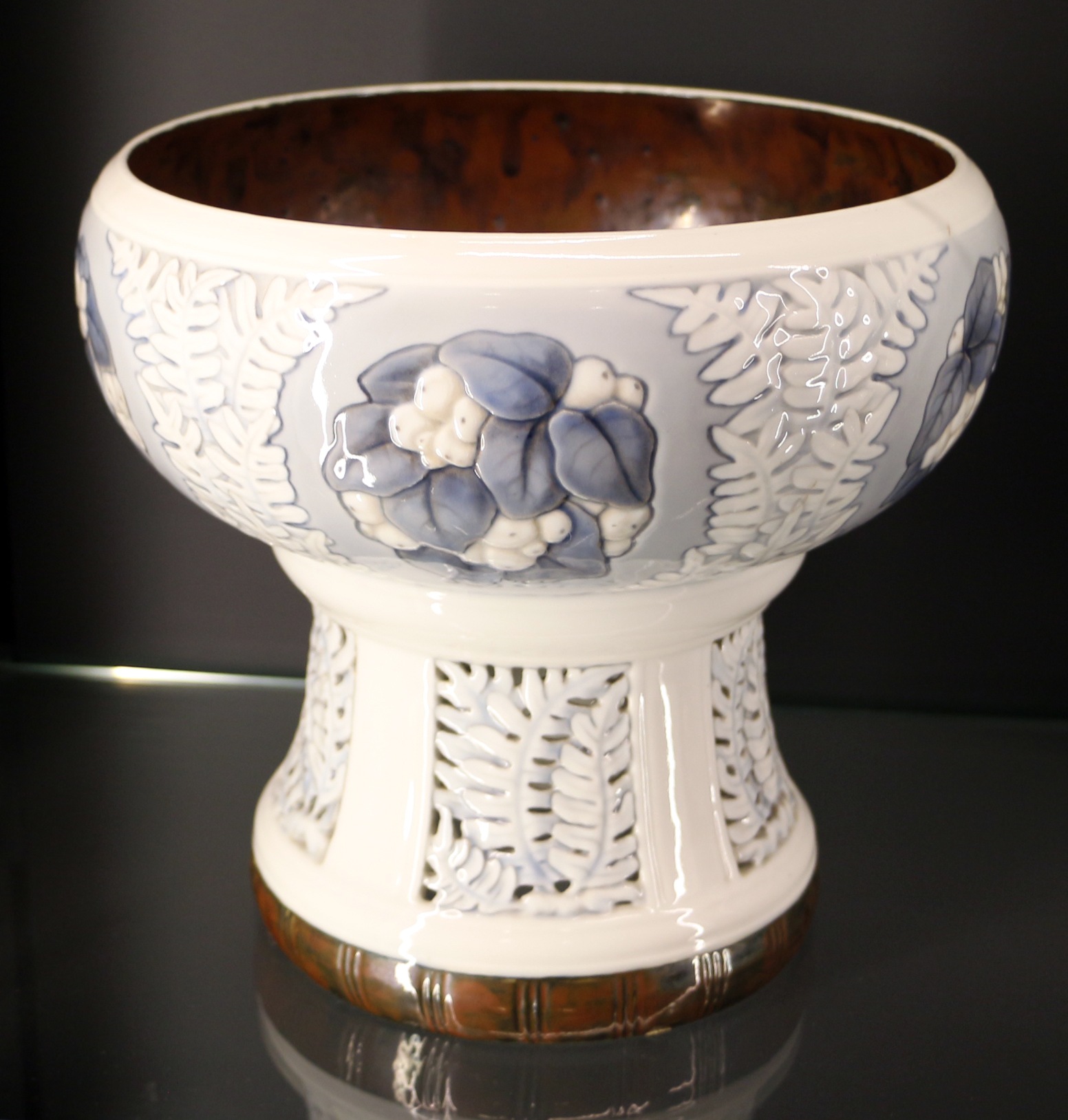
Fanny Garde: Porzellanschale, Royal Copenhagen, 1905, Musée d’Orsay, Paris

Das „Mövenservice“ (dänisch Mågestellet), dessen Dekoration sie 1892 entwarf, unterscheidet sich von ihren Vasen dadurch, dass es von Anfang an als Serienprodukt geplant war. Die von der Natur inspirierte Dekoration mag japanische Vorbilder haben und mehrmals im gemeinsamen Arbeitsbuch erscheinen, aber der weiße fliegende Vogel am blauen Himmel ist auch ein geeignetes Motiv für die Durchführung in blauer Unterglasur, insbesondere mit der Sprühtechnik, die man zu verwenden begonnen hatte. Garde holte sich ihre Inspiration für die Motive direkt vor dem Fenster ihres Ateliers: Hier war ein Futterbrett, das Möwen anflogen, um Nahrung zu finden. Das sehr umfangreiche Möwenservice hat sich seit Produktionsbeginn das gleiche Erscheinungsbild bewahrt. Die Grundform des Service wurde in den 1880er Jahren von August Hallin (1865–1947) entworfen. Das Service wurde seit 1900 ständig produziert. Das Möwenservice wurde in zwei verschiedenen Varianten gefertigt entweder mit bzw. ohne Goldkante. Nach der Fusion von Bing & Grøndahl mit „Den Kongelige Porcelænsfabrik“ (deutsch Die Königliche Porzellanfabrik) im Jahr 1987 wurde die Produktion des Möwenservices bei Royal Copenhagen fortgesetzt. Die Produktion des Möwenservices wurde dann 2011 eingestellt.
Fanny Garde und Effie Hegermann-Lindencrone arbeiteten gemeinsam und waren dauerhaft mit der Porzellanfabrik Bing & Grøndahl verbunden, wo sie sich ein Atelier teilten und in den letzten Jahren auch in einer Wohngemeinschaft lebten.
Fanny Garde war ihr ganzes Leben lang aktiv und bewahrte sich ein glühendes Interesse und eine Begeisterung für die Kunst, die sie auch jüngeren Kollegen vermitteln konnte. Ihre Arbeiten sind in mehreren Museen im In- und Ausland vertreten. Im Laufe der Jahre nahm sie an mehreren Ausstellungen teil, darunter Dänische Ausstellung in Berlin 1910–1911, Künstlerinnen-Retrospektive (dänisch Kvindelige Kunstneres retrospektive Udstilling)1920 und die Weltausstellung in Paris 1925, wo sie eine Goldmedaille gewann.
Fanny Garde starb 1928 und wurde auf dem Solbjerg-Parkfriedhof (dänisch Solbjerg Parkkirkegård) in Frederiksberg gegraben. Die Grabstelle ist inzwischen eingeebnet worden und existiert nicht mehr.